# 白漢成
白汉成（韓語：백한성，1899年6月15日—1971年10月13日），大韩民国的政治、法律界人士。本贯水原（수원），又名水原鶴人，雅号曙津（서진）。2008年公布的《亲日人名辞典》中的亲日派人士。
出生于忠清南道，1923年在京城法学专科毕业。历任平壤地方法院审判员，清津、光州、大田地方法院法官及大法官。1953年9月到1955年4月，担任了内务部长。1954年曾临时代理国务总理职务。
白汉成在2005年被列入首尔大学校内团体发表的12名首尔大学出身的亲日人物名单中，2009年的亲日反民族行为真相查明委员会发表的“亲日反民族行为704人名单”中也包含有他。